# Droga psicodélica
Una droga psicodélica (del inglés psychedelic drug) es un psicotrópico cuya principal acción consiste en alterar la cognición y la percepción de la mente, dando lugar a percepciones no ordinarias, generalmente consideradas ilusiones, alucinaciones, etc. El término se deriva de las palabras griegas ψυχή (psychḗ, ‘alma’) y δηλείν (dēleín, ‘a manifestar’), que puede traducirse como ‘manifestación del alma’. Las drogas psicodélicas también son conocidas con el nombre de drogas alucinógenas, drogas enteógenas, drogas visionarias, drogas de poder, psicodislépticos, psicotomiméticos, eidéticos, eidéticos. Cada uno de los nombres está asociado a una cosmovisión concreta, y no siempre son adecuados en todos los contextos y ninguno describe por completo los efectos psicofisiológicos.
Los alucinógenos son psicotrópicos que quedan clasificados como psicodislépticos entendido es como la perturbación mental provocada por ciertas sustancias que producen una distorsión delirante en la apreciación de la realidad. Son por lo tanto, capaces de provocar cambios en las sensaciones, en el pensamiento, en la autoconciencia y en la emoción.
Las drogas psicodélicas forman parte de una clase de sustancias farmacológicamente activas corrientemente conocidas como alucinógenas, que incluye otros grupos como las drogas disociativas o las delirogénicas. A diferencia de otras drogas psicoactivas como los estimulantes y los opioides, los psicodélicos no se limitan a inducir estados de ánimo ordinarios, sino que más bien provocan estados cualitativamente diferentes. La experiencia es a menudo comparada con estados como el trance, la meditación y los sueños.

## Efectos
David Nutt habla de la sustancia activa de algunas drogas psicodélicas, la cual es la psilocibina, que provoca la reducción de la actividad en las zonas del cerebro que tienen conexiones más densas con otras regiones de la materia gris, debido a que se desactivan estas regiones, conducen a un estado en que el mundo que rodea a la persona se percibe de manera extraña.
Normalmente las drogas psicodélicas que poseen psilocibina son hongos. La intensidad y duración del efecto enteogénico de los hongos psilocibios es altamente variable, dependiendo de las especie del hongo, la dosis, las características fisiológicas individuales y del entorno.
Sus efectos son extremadamente variables y dependen de la cantidad que se consume, el entorno en que se use la droga, la pureza de ésta, la personalidad, el estado de ánimo y las expectativas del usuario. Aun así, generalmente se les atribuyen alteraciones profundas en la percepción de la realidad y el estado de consciencia, como la sensación que el cuerpo y la mente están separados, sentidos amplificados e incluso alucinaciones.
Un reciente estudio sobre el LSD en adultos sanos reveló aun aumento de humor positivo así como de alteraciones de imágenes visuales que alcanzó su máximo de 1 a 5 horas después de la administración, contrariamente a las pruebas hechas con placebo. Adicionalmente, el LSD aumenta moderada y transitoriamente el pulso, la presión arterial, temperatura corporal, niveles plasmáticos de cortisol, prolactina, oxitocina y epinefrina. Algunos consumidores de LSD experimentan una sensación de euforia, mientras que otros viven la experiencia en clave terrorífica. Cuando la experiencia tiene un tono general desagradable, suele hablarse de un "mal viaje".
La psilocibina produce un aumento similar del buen humor y muestra una inclinación a hacer evaluaciones positivas de los estímulos recibidos. Una investigación de 2024 ha demostrado que las dosis altas de psilocibina parecen tener un efecto similar sobre los síntomas de la depresión al de un fármaco antidepresivo popular, el escitalopram.

Entre los efectos fisiológicos están los siguientes: contracciones uterinas, fiebre, niveles elevados de glucemia, neuroplasticidad, erizamiento del vello, aumento de la frecuencia cardíaca, transpiración, pupilas dilatadas, insomnio, parestesia, hiperreflexia y temblores.

## Tipos de drogas psicodélicas
Entre de las drogas psicodélicas más comunes se encuentra el LSD, 1P-LSD, mescalina o peyote, psilocibina o setas mágicas y DMT.
Dentro de las drogas psicodélicas también se encuentran: Hongos psilocibios, Lophophora williamsii (conocido como peyote), Echninopsis Pachanoi (conocido como Cactus de San Pedro), 2C-B, 4-HO-MET, 4-HO-MiPT, Estofaria verde, Rapé dos indios, Ayahuasca e Ipomoea purpurea.

## Historia
Los hongos psilocibios y el peyote se utilizaban en el Nuevo Mundo antes de la llegada de los españoles.
Las drogas psicodélicas lograron su más amplia popularidad durante la década de 1960 y principios de los 70, cuando las drogas como el LSD fueron centrales en la subcultura "hippie" en Europa occidental y los Estados Unidos. Aunque los fármacos disminuyeron en popularidad, conservaron muchos seguidores en algunas regiones y culturas y ha logrado una popularidad renovada durante los años 1990, cuando el LSD y el éxtasis tenían una juventud significativa después en los Estados Unidos y Europa.

Durante la década de 1990, el LSD hizo algo de una reaparición como el éxtasis, una droga nueva "fiesta". El éxtasis también se hizo muy popular en Europa, más tarde en los Estados Unidos.
Actualmente, Asociación Multidisciplinaria de Estudios Psicodélicos (MAPS, siglas en inglés para Multidisciplinary Association for Psychedelic Studies), una organización no lucrativa, busca impulsar la investigación sobre el uso terapéutico de sustancias psicodélicas y marihuana, que se desarrolla en contextos médicos, legales y culturales para informar a la gente sobre sus riesgos y beneficios. Respondieron (la mayoría por el fundador Rick Doblin) más de 100 preguntas de aproximadamente dos mil que recibieron en el sitio web AMA (Ask Me Anything), donde se discutieron los beneficios y daños que pueden ocasionar las drogas psicodélicas, además de hablar de varios estudios que han realizado y sobre una posible legalización a largo plazo de algunas drogas.